# سيجي هوندا
سيجي هوندا (باليابانية: 本田 征治) (25 فبراير 1976 في توكوشيما في اليابان – )؛ هو لاعب كرة قدم ياباني سابق كان يلعب كحارس مرمى.

## وصلات خارجية
- سيجي هوندا على موقع الاتحاد الدولي (مؤرشف)  (الإنجليزية)
- سيجي هوندا على موقع رابطة كرة القدم اليابانية للمحترفين (اليابانية)
- سيجي هوندا على موقع قاعدة بيانات كرة القدم.إي يو (الإنجليزية)
- سيجي هوندا على موقع Soccerway.com (الإنجليزية)
- سيجي هوندا على موقع عالم كرة القدم.نت (الإنجليزية)